# Cheikh Al-Toussi
Pour les articles homonymes, voir Al-Toussi.
Le cheikh Al-Toussi (arabe :  الشيخ الطوسي), ou cheikh Al-Ta’îfa (arabe :  الشيخ الطائفة) (995-1067, soit 385-460 de l'hégire), est un théologien chiite iranien et narrateur de hadîths. Il est l'un des plus grands savants chiites duodécimains du cinquième siècle de l’hégire. Il est né durant le mois de ramadan de l'an 385 de l'hégire (995 A.D.) à Tus et il est décédé le 22 du mois de mouharram 460 H/1067.

## Noms
- Mohammad ibn Hassan ibn Ali ibn Hassan
- cheikh Mohemmed ebn Mohemmed ebn Nééman Abou Abdallah
- El Mofid
- cheikh Mohemmed el Hassan ebn Ali Abou Jafar Toussi
- cheikh de la foi imamite[1].

## Statut scientifique
En 1018 (408 H), Al-Toussi est arrivé à Bagdad. Il y fut l'élève du cheikh Al-Moufid et de Sharif al-Murtaza. À la suite du décès de Sayed Mourtaza en 436, Al-Toussi fut le principal savant chiite et fut nommé Marja'. On lui donna le titre de cheikh à la suite de ce statut. Il était expert dans la science du « rijal » : la théologie et les principes de la jurisprudence. Il a écrit des ouvrages sur le commentaire du Coran, sur les hadîths, sur la théologie, sur la jurisprudence islamique, sur les Usul al-Fiqh, sur les invocations, et des ouvrages historiques.

## Ouvrages
- Al-Tibtayn fi Tafsir Al-Coran
- Al-Îstibssar
- Tahdhib Al-Ahkâm
- Al-Ghayba
- Al-Nihaya
- Al-Joumâl wa Al-Ôqoud
- Hidayat Al-Mustarchid
- Maqtal Al-Hussayn
- Rîjal Al-Toussi
- Misbah Al-Mutahajjid
- Al-Amâli
- Al-Fihrist
- Al-Ha’îriyat
- Hidayat Al-Mustarchid
- Ôsoul Al-Aqa’îd
- Talkhis Al-Chafi
- Tamhid Al-Ôsoul
- Al-Khilaf fi Al-Ahkam
- Al-Mabsout fi Fiqh Al-Îmamiyya
- Al-Uddâ fi Al-Ôsoul
- Al-Naqdh Ala Ibn Chadhan